# Cantone di Chambray-lès-Tours
Il Cantone di Chambray-lès-Tours era una divisione amministrativa dell'arrondissement di Tours.
A seguito della riforma approvata con decreto del 18 febbraio 2014, che ha avuto attuazione dopo le elezioni dipartimentali del 2015, è stato soppresso.

## Composizione
Comprendeva i comuni di:
- Chambray-lès-Tours
- Cormery
- Esvres
- Saint-Branchs
- Truyes